# 迭戈·贝拉
迭戈·贝拉（西班牙語：Diego Daniel Vera Méndez，1985年1月5日—），乌拉圭职业足球运动员，司职前锋，目前效力于中超球队南昌衡源。

## 职业生涯
贝拉在乌拉圭国内球队贝拉维斯塔出道，之后先后效力于民族、捍卫者竞技和利物浦 (蒙得维的亚)等球队。
2011年1月，贝拉租借加盟中超球队南昌衡源。